# Пену (Лянґаруд)
Пену (перс. پنو) — село в Ірані, у дегестані Отаквар, у бахші Отаквар, шагрестані Лянґаруд остану Ґілян. За даними перепису 2006 року, його населення становило 181 особу, що проживали у складі 46 сімей.

## Клімат
Середня річна температура становить 13,38°C, середня максимальна – 27,18°C, а середня мінімальна – -0,93°C. Середня річна кількість опадів – 753 мм.
| Клімат поселення                              | Клімат поселення | Клімат поселення | Клімат поселення | Клімат поселення | Клімат поселення | Клімат поселення | Клімат поселення | Клімат поселення | Клімат поселення | Клімат поселення | Клімат поселення | Клімат поселення | Клімат поселення |
| Показник                                      | Січ.             | Лют.             | Бер.             | Квіт.            | Трав.            | Черв.            | Лип.             | Серп.            | Вер.             | Жовт.            | Лист.            | Груд.            |                  |
| Середній максимум, °C                         | 11,18            | 10,31            | 11,30            | 16,27            | 21,06            | 25,82            | 27,18            | 26,99            | 22,86            | 19,68            | 14,87            | 11,02            |                  |
| Середня температура, °C                       | 5,56             | 4,70             | 5,68             | 10,64            | 15,44            | 20,20            | 23,13            | 22,94            | 18,80            | 15,64            | 10,81            | 6,97             |                  |
| Середній мінімум, °C                          | −0,07            | −0,93            | 0,06             | 5,03             | 9,82             | 14,59            | 19,08            | 18,90            | 14,74            | 11,59            | 6,77             | 2,91             |                  |
| Норма опадів, мм                              | 65               | 58               | 76               | 53               | 44               | 25               | 24               | 33               | 71               | 115              | 100              | 89               |                  |
| Середньомісячна швидкість вітру, м/с          | 2.18             | 2.56             | 2.57             | 2.60             | 2.29             | 2.03             | 2.30             | 2.14             | 1.92             | 2.10             | 2.09             | 2.13             |                  |
| Середньомісячна сонячна радіація, кДж/м²·день | 7396             | 9614             | 11667            | 15874            | 19489            | 21366            | 22013            | 18820            | 15406            | 11188            | 8886             | 7013             |                  |
| --------------------------------------------- | ---------------- | ---------------- | ---------------- | ---------------- | ---------------- | ---------------- | ---------------- | ---------------- | ---------------- | ---------------- | ---------------- | ---------------- | ---------------- |
| Джерело:                                      |                  |                  |                  |                  |                  |                  |                  |                  |                  |                  |                  |                  |                  |